# KV Turnhout
Die Koninklijke Voetbalvereniging Turnhout 148 ist ein Fußballverein aus der nordbelgischen 40.000 Einwohner-Stadt Turnhout, der 1912 als Turnhout Sportvereeniging gegründet wurde. Die Nummer 148 im Vereinsnamen ist die Mitgliedsnummer im Belgischen Fußballverband, die er 1926 erhielt.
1921 wurde der Verein in Football Club Turnhout umbenannt. Nachdem er 1952 das Prädikat einer „königlichen Gesellschaft“ erhalten hatte, erfolgte eine erneute Umbenennung, diesmal zur Koninklijke Football Club Turnhout (148). Der heutige Vereinsname wird seit 2002 geführt.
Der Verein spielte in seiner Geschichte meist zweitklassig. 1931, 1936 und 1963 gelang jedoch jeweils für ein Jahr der Aufstieg in die höchste Spielklasse. 1966 stieg die FC Turnhout erstmals für ein Jahr in die dritte Liga ab. Von 1976 bis 1990 war der Verein erneut drittklassig. Seither pendelt die FC zwischen der dritten und der zweiten Liga, wenngleich 2002 sogar einmal der Gang in die vierte Spielklasse angetreten werden musste. Nach nur einem Jahr gelang aber der Wiederaufstieg. 2009 gelang nach sechs Jahren Drittklassigkeit wieder der Aufstieg in die zweite Spielklasse.
Zu den bekannteren ehemaligen Spielern des Vereines zählen der torgefährliche Patrick Goots, der in den beiden Spielzeiten zwischen 1997 und 1999 insgesamt 72 Treffer in 67 Ligaspielen für FC Turnhout erzielte, sowie Salou Ibrahim, der zwischen 2000 und 2004 seine Profikarriere hier begann, und der Nationalspieler und WM-Teilnehmer von 1990 Bruno Versavel, der zwischen 2000 und 2007 seine professionelle Karriere in Turnhout ausklingen ließ. Von den ehemaligen Trainern ist wohl der ehemalige Nationalspieler Gérard Plessers am bekanntesten, der Ende der 1990er Jahre amtierte.

## Trainer
- Gérard Plessers (199?–?)
- Stéphane Demol (2000–2001)
- Nico Claesen (2004–2005)
- Daniel Simmes (2011–2012)

## Stadion
Die KV Turnhout trägt ihre Heimspiele im 2005 fertiggestellten multifunktionellen Stadsparkstadion ("Stadtparkstadion") aus. Das Stadion hat eine Kapazität von 3.000 Zuschauern, davon 700 Sitzplätze inklusive 160 sogenannter Business Seats. Die überdachte Stehtribüne bietet Platz für 1500 Zuschauer. Das Stadion ist auch Heimat des Korfball-Klubs Technico und eines Leichtathletikvereines. Es wird zudem von einigen weiteren Vereinen sowie von Schulen genutzt.